# St. Johannes Baptist (Harthausen, Gammertingen)

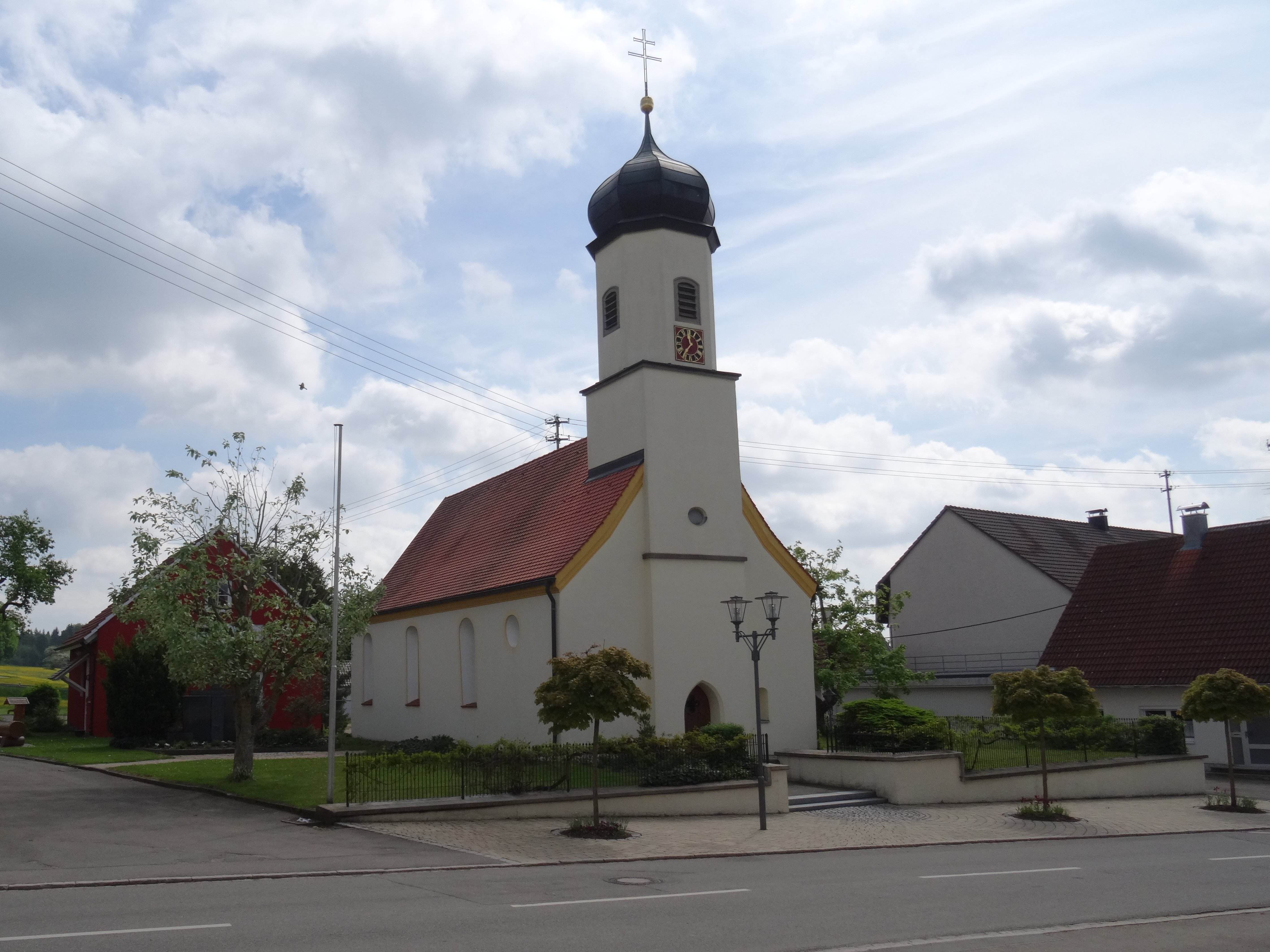
St. Johannes Baptist in Harthausen

Die römisch-katholische Filialkirche St. Johannes Baptist steht in Harthausen, einem Gemeindeteil der Kleinstadt Gammertingen im Landkreis Sigmaringen in Baden-Württemberg. Sie gehört als Teil der Kirchengemeinde St. Nikolaus in Feldhausen zum Erzbistum Freiburg. Das Bauwerk ist beim Landesamt für Denkmalpflege Baden-Württemberg als Baudenkmal eingetragen.

## Beschreibung
Die Saalkirche wurde 1659 erbaut und 1874 nach Osten erweitert. Sie besteht aus einem Langhaus, einem gerade geschlossenen Chor im Osten und einem Fassadenturm auf quadratischem Grundriss aus verputztem Holzfachwerk im Westen, in dem sich das Portal befindet. Das oberste Geschoss, es ist achteckig, beherbergt die Turmuhr und den Glockenstuhl. Darauf sitzt eine Zwiebelhaube. 
Der Innenraum, der mit einer Flachdecke überspannt ist, wird wesentlich durch den neugotischen Altar an der Rückwand des Chors dominiert. Die Kirchenausstattung stammt aus dem Jahre 1874, damals wurde das Langhaus nach Osten verlängert und die Sakristei nach Süden angebaut. 